# Cintré
Cintré (bret. Kentreg) – miejscowość i gmina we Francji, w regionie Bretania, w departamencie Ille-et-Vilaine.

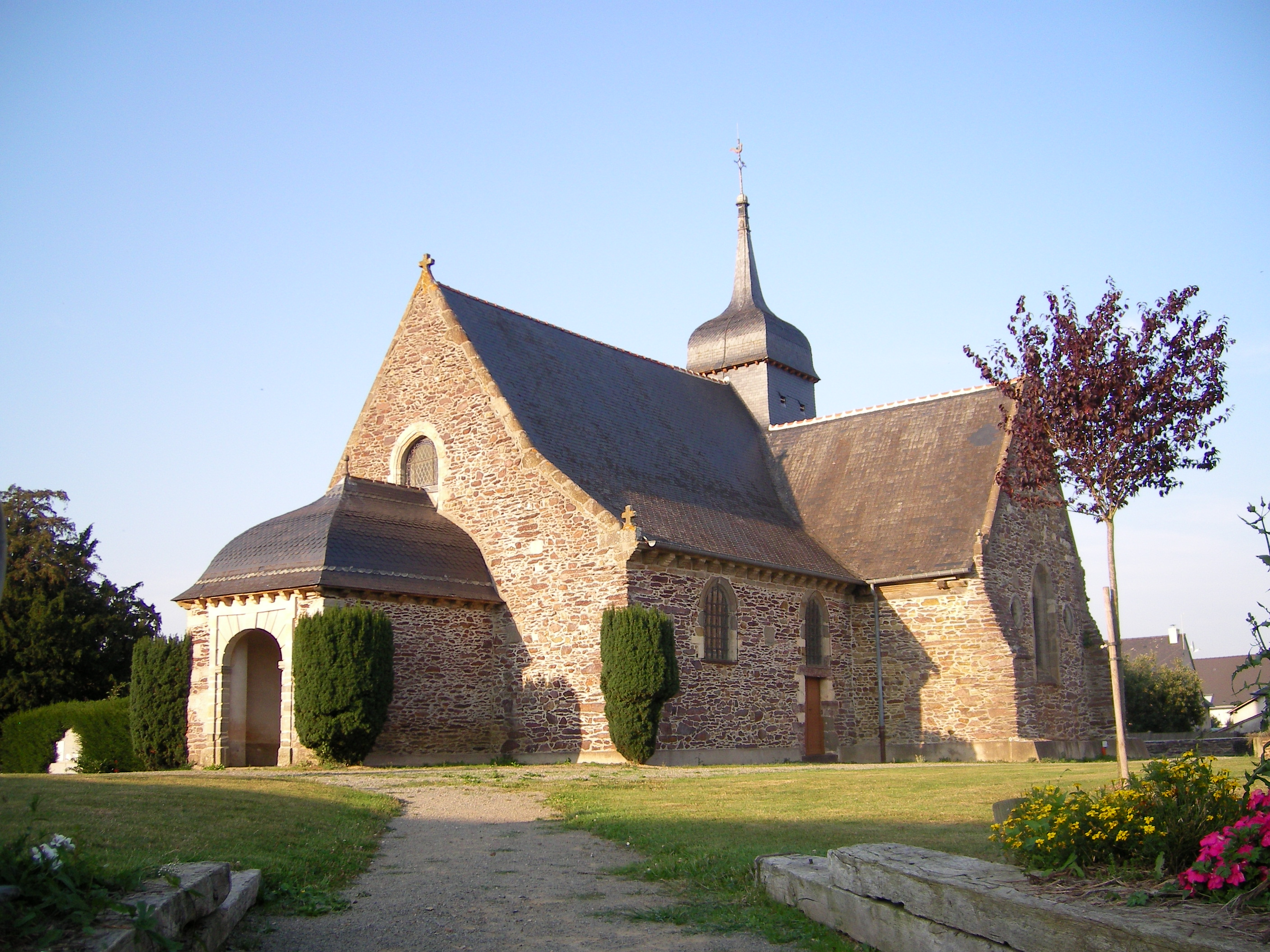
Kościół w Cintré

Według danych na rok 1990 gminę zamieszkiwało 1170 osób, a gęstość zaludnienia wynosiła 142 osoby/km² (wśród 1269 gmin Bretanii Cintré plasuje się na 518. miejscu pod względem liczby ludności, natomiast pod względem powierzchni na miejscu 896.).

## Współpraca
Miejscowość partnerska:
- Walhain, Belgia